# NGC 5933
NGC 5933 (другие обозначения — MCG 8-28-34, ZWG 249.24, NPM1G +48.0295, PGC 55117) — линзообразная галактика (S0) в созвездии Волопас.
Галактика открыта Льюисом Свифтом 21 апреля 1887 года. Этот объект входит в число перечисленных в оригинальной редакции «Нового общего каталога».